# Радивоје Милојковић
Радивоје Милојковић (Глоговац, 17. децембар 1832 — Београд, 16. децембар 1888) био је српски политичар и правник. Био је председник владе кнежевине Србије за време Намесништва (1869—1872). Био је министар унутрашњих послова, министар правде и потпредседник Државнога савета.

## Биографија
Завршио је Лицеј у Београду. Као државни питомац студирао је право у Хајделбергу и Паризу. У државну службу ступио је 1859. Био је секретар министарства правде, секретар Државнога савета, начелник министарства правде и председник Апелационога суда.
Након убиства кнеза Михаила и у доба Намесништва постао је најпре министар унутрашњих послова. Изабран је за председника владе 8. августа 1869 и на том положају је био до пунолетства кнеза Милана Обреновића 22. августа 1872. Помагао је Јовану Ристићу да се напише Устав од 1869.
Био је ожењен Милевом, кћерком Хаџи-Томе и Јелене. Имали су сина Милана и кћерку Зорку.